# Gmina Gladsaxe
Gmina Gladsaxe (duń. Gladsaxe Kommune) jest jedną z gmin w Danii w regionie stołecznym (do roku 2007 w okręgu Kopenhagi (Københavns Amt)). 
Siedzibą władz gminy jest Søborg. 
Gmina Gladsaxe została utworzona 1 kwietnia 1970 na mocy reformy podziału administracyjnego Danii. Kolejna reforma w roku 2007 potwierdziła status gminy.

## Dane liczbowe
- Liczba ludności: (♀ 29 996 + ♂ 32 011) = 62 007
  - wiek 0-6: 8,7%
  - wiek 7-16: 12,9%
  - wiek 17-66: 63,6%
  - wiek 67+: 14,8%
- zagęszczenie ludności: 2480,3 osób/km² (2004)
- bezrobocie: 5,1% osób w wieku 17-66 lat
- cudzoziemcy z UE, Skandynawii i USA: 238 na 10.000 osób
- cudzoziemcy z krajów Trzeciego Świata: 369 na 10.000 osób
- liczba szkół podstawowych: 14 (liczba klas: 294)

## Współpraca międzynarodowa
Miasta partnerskie Gladsaxe:
- Neubrandenburg w Niemczech
- Koszalin w Polsce